# Enochrus
Enochrus es un género de coleópteros acuáticos de la familia Hydrophilidae. El género tiene 222 especies en 6 subgéneros.

## Subgéneros
- Enochrus Thomson, 1859
- Hocophilydrus Kniz, 1911
- Hugoscottia Knisch, 1922
- Hydatotrephis MacLeary, 1871
- Lumetus Zaitzev, 1908
- Methydrus Rey, 1885